# Topoguia
Topoguia é o nome usado para definir um guia de alpinismo (em francês:  Topoguide) do Maciço do Monte Branco. Um exemplo é o Guide Vallot editado a seguir à criação do Grupo de alta montanha que havia sido criado em 1919.
Também se pode considerar como topoguia o : «Summit Post» (em francês) e o
«CampToCamp]» (em francês)
Hoje em dia o termo tende a generalizar-se pois se fala de Topoguia em relação aos Trilhos de Grande Rota.